# Altix
Altix は、シリコングラフィックス（SGI）のサーバおよびスーパーコンピュータの製品シリーズ。2003年1月に登場した最初の製品シリーズは Altix 3000 であり、Intel Itanium 2 上で Linux を動作させるものであった。当初は最大64プロセッサまでをサポートした。2004年2月には128プロセッサ版を発表し、同年中に512プロセッサ版まで発表した。その後、新たな Itanium 2 を使った Altix 4000 シリーズと、デュアルコアまたはクアッドコアの Xeon プロセッサを使った Altix XE シリーズ、ブレードサーバの Altix ICE シリーズが登場している。
2004年にインストールされたNASAの Columbia は、Altix アーキテクチャに基づいたもので、10,240 プロセッサを実装している。これは、20台の Altix を InfiniBand で相互接続したものである。Columbiaの後継はPleiadesである。